# 西国分寺駅

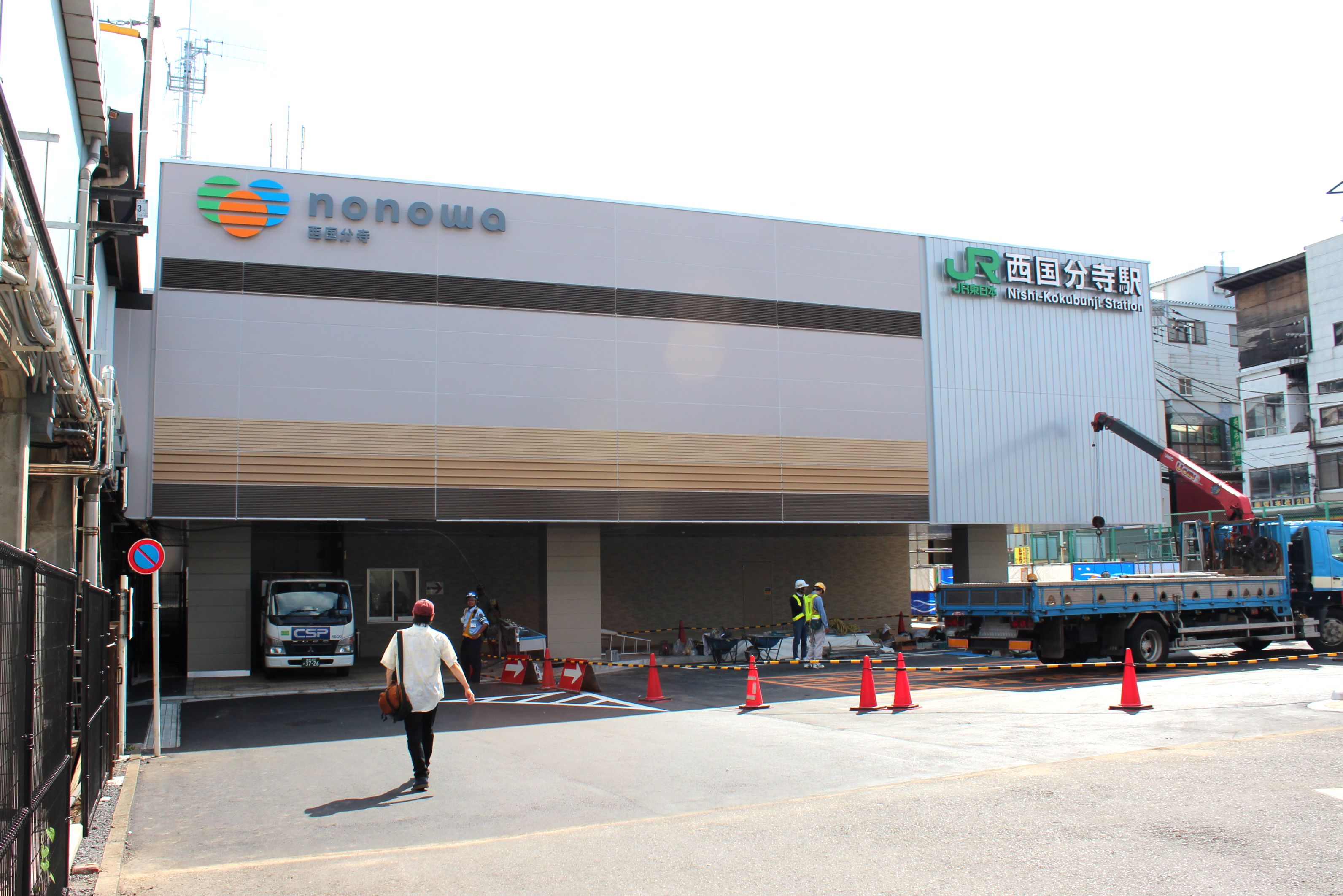
北口（2012年9月）

西国分寺駅（にしこくぶんじえき）は、東京都国分寺市西恋ヶ窪二丁目にある、東日本旅客鉄道（JR東日本）の駅である。八王子支社管轄の駅。
中央本線と武蔵野線の2路線が乗り入れ、中央本線を当駅の所属線としている。中央本線の当駅を含む区間は、運行系統上「中央線」と案内される。中央線にはJC 17、武蔵野線にはJM 33の駅番号がそれぞれ設定されている。運転形態の詳細については該当記事を参照のこと。

## 概要
東京 - 高尾間の中央線の駅では最も新しい駅である。元々中央線には西国分寺駅は設置されていなかったが、武蔵野線開通に伴い乗り換えの便を図るために設置された。
「西国分寺」という駅名は、国分寺駅の西側に設けられた事に由来している。駅自体は国分寺市の中央部に位置する。

## 歴史
- 1973年（昭和48年）4月1日：武蔵野線開通と同時に日本国有鉄道の駅として開業[1][2]。旅客営業のみ[1]。
- 1987年（昭和62年）4月1日：国鉄分割民営化に伴い、東日本旅客鉄道（JR東日本）の駅となる[1][3]。
- 1992年（平成4年）7月28日：自動改札機を設置し、使用を開始する[4]。
- 2001年（平成13年）11月18日：ICカード「Suica」の利用が可能となる[報道 1]。
- 2012年（平成24年）9月13日：商業施設「nonowa西国分寺」が開業[報道 2]。
- 2017年（平成29年）3月4日：発車メロディを変更[報道 3][5]。
- 2021年（令和3年）
  - 2月25日：2番線ホームに駅ナカシェアオフィス「STATION WORK」のコワーキング型「STATION DESK」が開設[6][報道 4][報道 5]。
  - 10月31日：みどりの窓口の営業を終了[7][8]。
  - 12月1日：業務委託化[9]。
- 2022年（令和4年）4月4日：中央線上りホーム上に「あおいクリニック - 駅ホーム西国分寺 -」が開院。駅ホームへの診療所開設は日本国内初[報道 6][新聞 1]。
- 2023年（令和5年）9月9日、JR中央線コミュニティデザインと国分寺市の主催で「西国分寺駅開業50周年記念フェスティバル」が開催された[10]。

## 駅構造
中央線部分は相対式ホーム2面2線を有する地上駅である。ホームは掘割部分にあり、その上部に橋上駅舎を有する。駅本屋の建設は鹿島建設が担当した。中央線の複々線化を考慮し、掘割は十分な幅を持って、ホームの改修により島式ホーム2面4線として機能するようになっている。当初は開業時から2面4線の予定であったが、取得予定地で立退き拒否があり、2面2線での開駅を強いられた。2013年現在は複々線用地に店舗が設置されている（後述）。また、駅ホームの手前、国立寄りの中央線上り線路側の掘割斜面には「JR東日本」の文字が示された植え込みがある。
武蔵野線部分は中央線と直交し、相対式ホーム2面2線を有する高架駅である。他に上り線と下り線の間に待避線を持つ。ホームは駅舎よりもやや高い位置にあり、駅舎から4番線へは上り階段で直接、3番線へは線路の下をくぐる連絡通路、あるいは中央線のホームを経由して接続する。当駅の駅カラーは赤。
武蔵野線当駅西船橋方小平トンネル内で、国立支線の線路が分岐するが、国立支線は当駅北西方向の地下を通過しており、主に貨物列車（一部旅客列車）が通過する。国立支線は第二種鉄道事業者である日本貨物鉄道（JR貨物）が新小平駅 ｰ 国立駅間に営業キロ（5.0 km）を設定している（後述参照）。
駅舎は中央線掘割の上、武蔵野線の西側にあり、掘割北側と南側を結ぶ自由通路を有する。改札は1か所であり、4基の自動改札機が設置されている。北口側に指定席券売機が設置されている。
2011年6月14日に、JR東日本はエスカレーターやエレベーターといったバリアフリー設備の整備、改札口付近のリニューアル、駅構内店舗のリニューアル・新設などの駅改良工事を行うことを発表した。これらは2012年9月13日より供用開始されている。
武蔵野統括センターが管理しJR中央線コミュニティデザインが駅業務を受託する業務委託駅。2021年11月30日までは直営駅（駅長配置）であり、管理駅として武蔵野線の新小平駅を管理下に置いていた。

### のりば
| 番線       | 路線     | 方向 | 行先                       |
| ---------- | -------- | ---- | -------------------------- |
| 地上ホーム |          |      |                            |
| 1          | 中央線   | 上り | 三鷹・新宿・東京方面       |
| 2          | 中央線   | 下り | 立川・八王子・高尾方面     |
| 高架ホーム |          |      |                            |
| 3          | 武蔵野線 | 上り | 府中本町方面               |
| 4          | 武蔵野線 | 下り | 南浦和・新松戸・西船橋方面 |

（出典：JR東日本:駅構内図）
- 中央線新宿方面は、武蔵小金井行き最終電車及び深夜の三鷹行き2本以外はすべて快速電車である。
- 中央線のグリーン車連結による12両編成化に合わせ、快速電車が停車する1・2番線は、2024年10月12日までにホームの12両編成対応改築および、信号設備の改良工事などが実施され[報道 8][新聞 2]、翌日10月13日より快速電車における12両編成の運転が開始された[15]。
- 2022年10月以降、武蔵野線で臨時特急「鎌倉」の運転が開始され、該当列車の運転日には当駅も停車する。

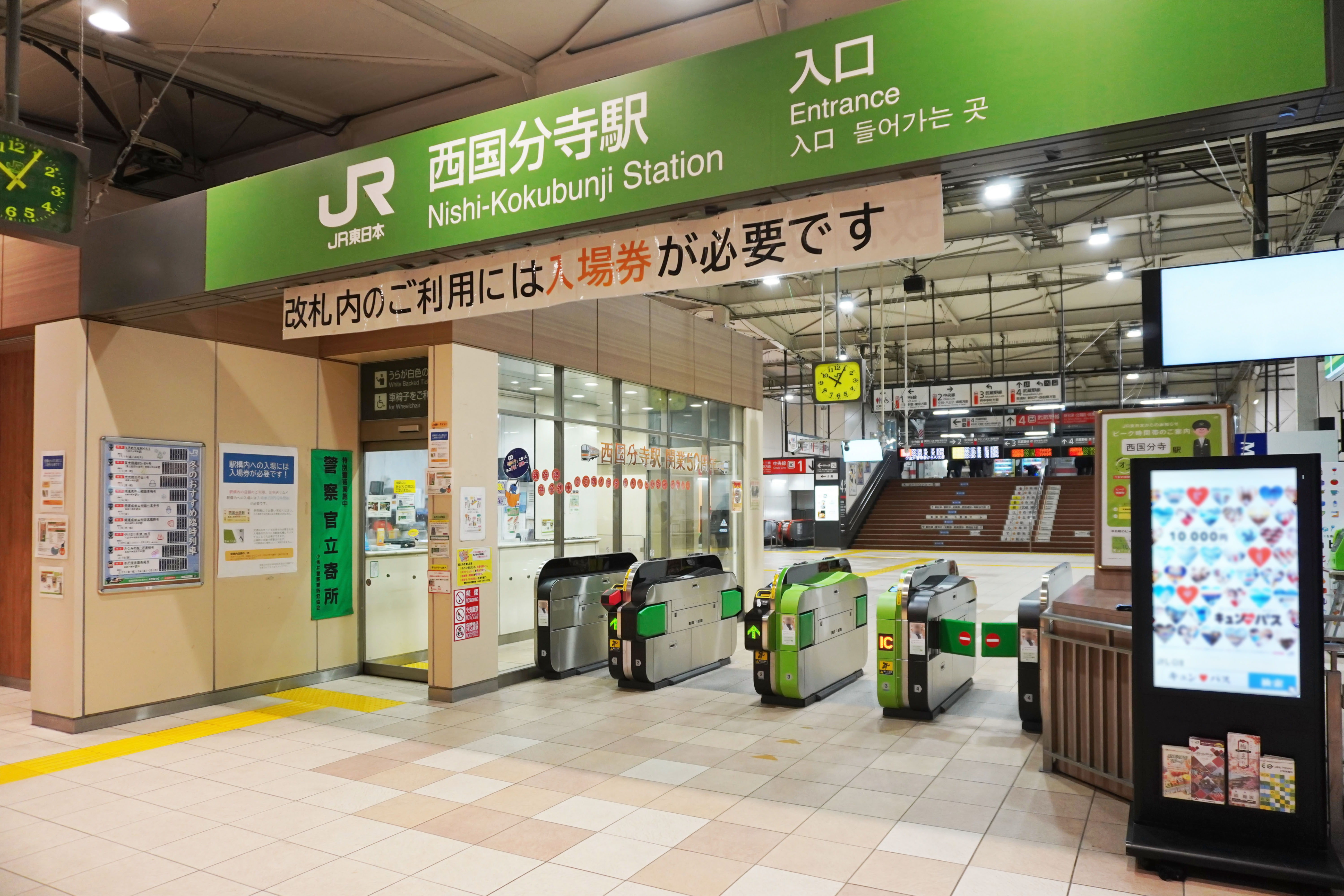
改札口（2024年1月）
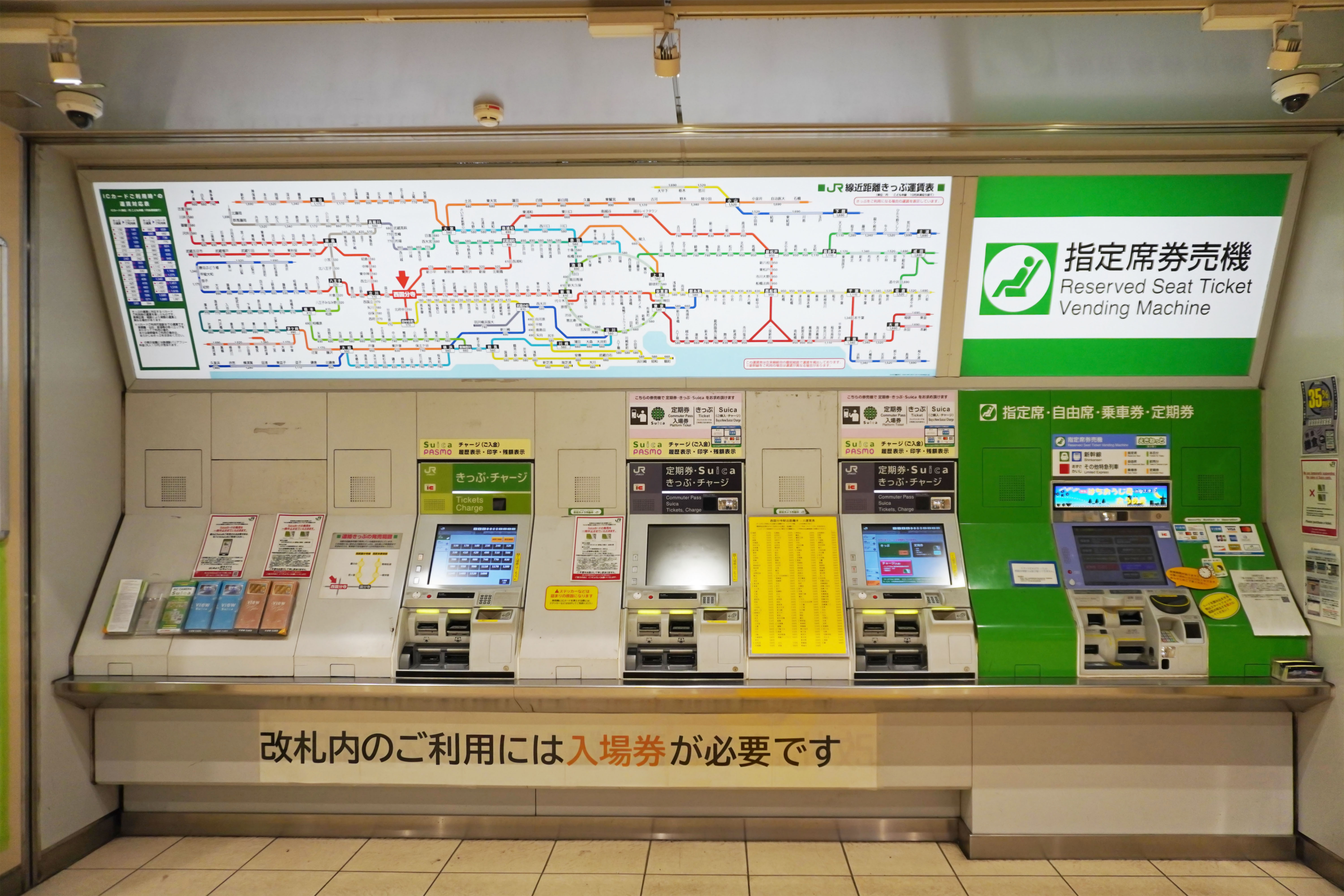
自動券売機（2024年1月）
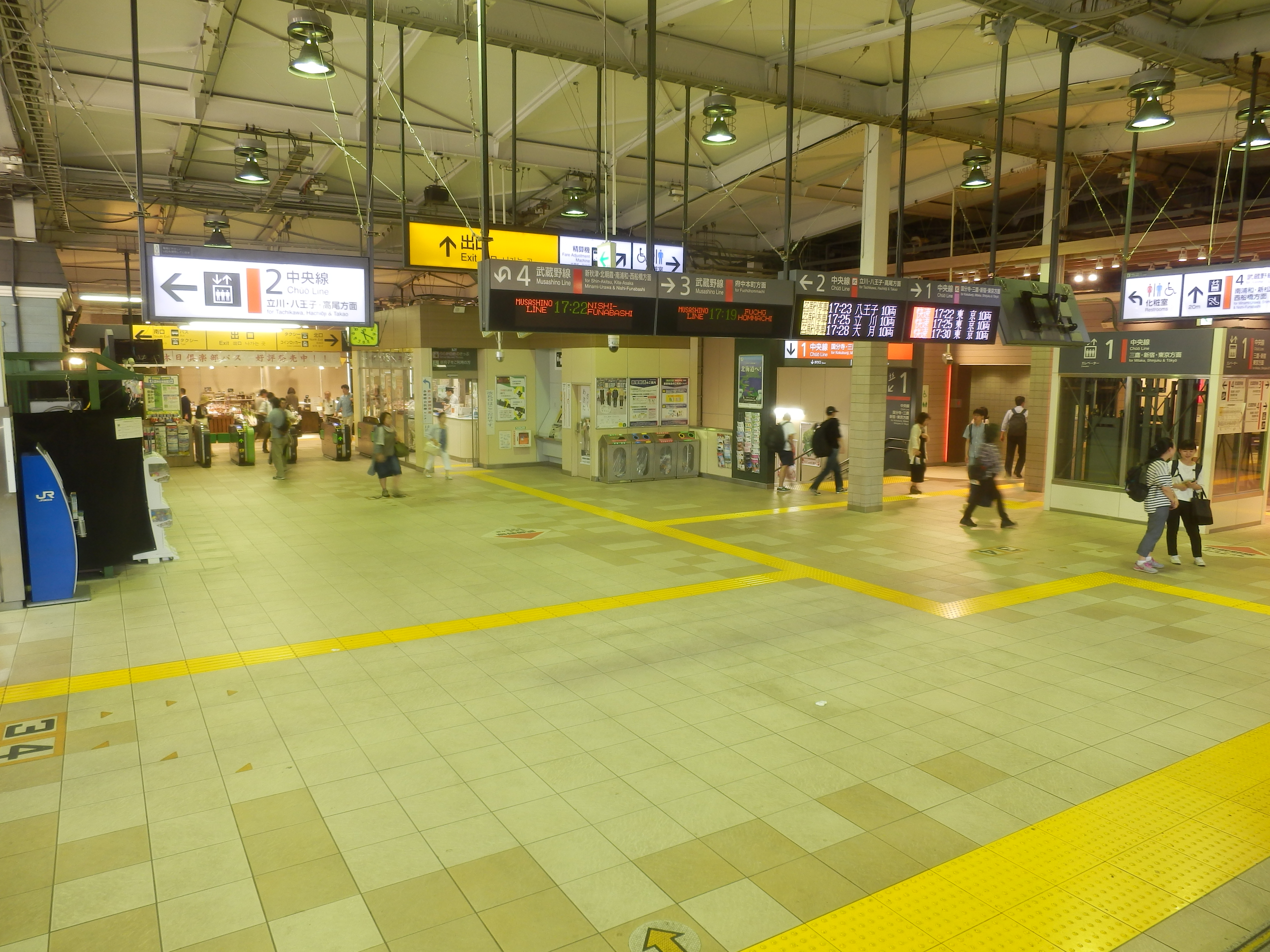
コンコース（2017年5月）
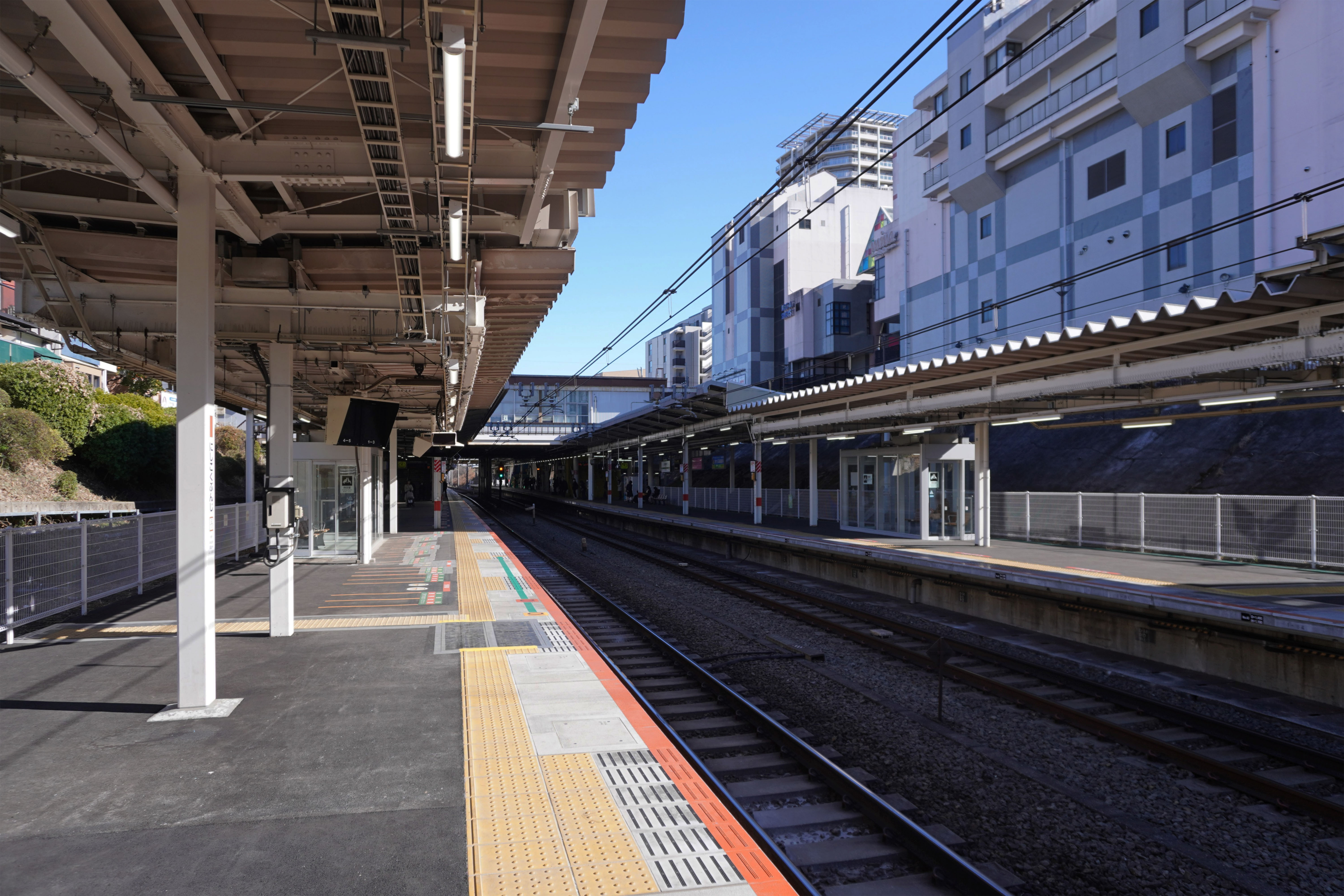
1・2番線ホーム（2024年1月）
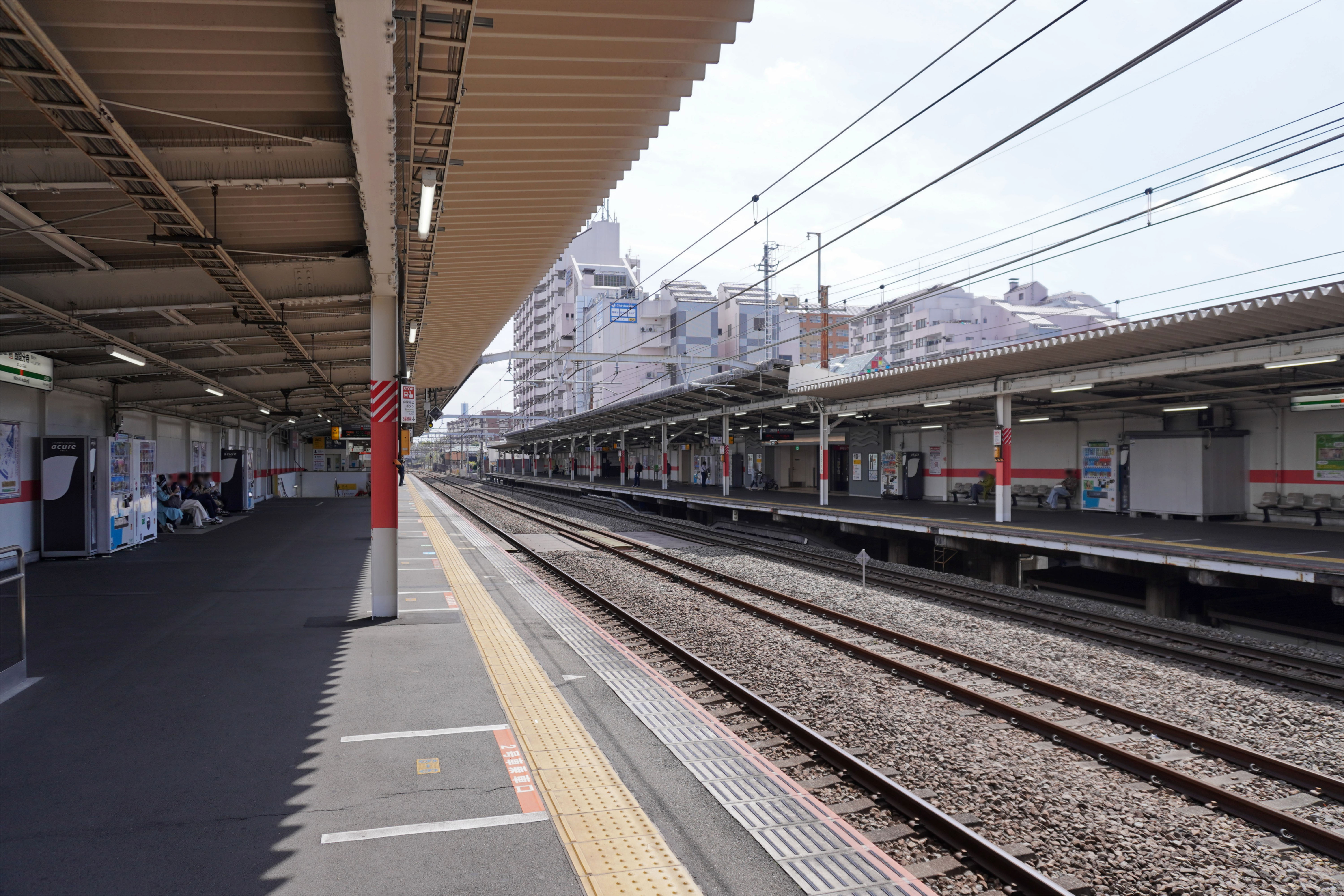
3・4番線ホーム（2024年4月）

### 発車メロディ
国分寺市からの要望により、2017年3月4日に発車メロディを同市ゆかりの楽曲に変更している。中央線ホームには市内で半生を過ごした作曲家の信時潔の作品である「一番星見つけた」、武蔵野線ホームには同市の市歌である「国分寺市の歌」をアレンジしたものが採用されている。1番線と3番線のメロディはスイッチの制作で、編曲は福嶋尚哉が手掛けた。2番線と4番線では市が制作した音源を使用している。
| 1 | JC | 一番星見つけた verA      |
| 2 | JC | 一番星見つけた           |
| 3 | JM | 国分寺市の歌（サビ）     |
| 4 | JM | 国分寺市の歌（歌い出し） |

#### かつての発車メロディ
中央線ホームでは五感工房、武蔵野線ホームでは東洋メディアリンクス制作のメロディを使用していた。
| 1 | JC | JR-SH2-3       |
| 2 | JC | JR-SH1-1       |
| 3 | JM | Gota del Vient |
| 4 | JM | クラルテ       |

### 構内施設
2011年10月11日にウェスタン調の駅ビルが完成し（運営会社はJR中央線コミュニティデザイン）、下記の4店舗が先行オープンした。
- KIOSK西国分寺
- プラットホームカフェ 西国分寺店
- リラクゼメイト 西国分寺駅ビル店
- QBハウス 西国分寺駅店

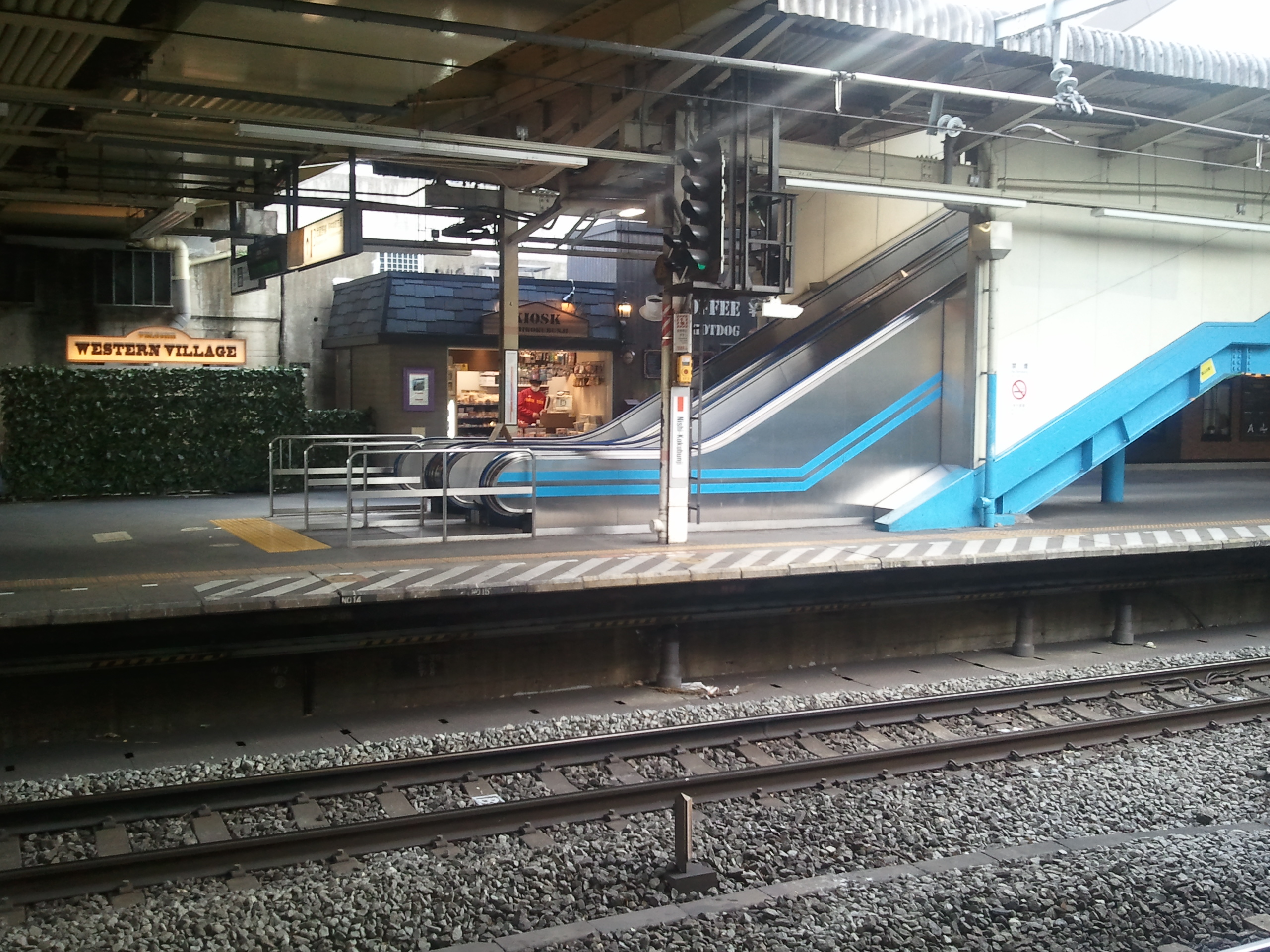
中央線上りホームから下りホームのウェスタン・ヴィレッジを眺める（2012年2月）
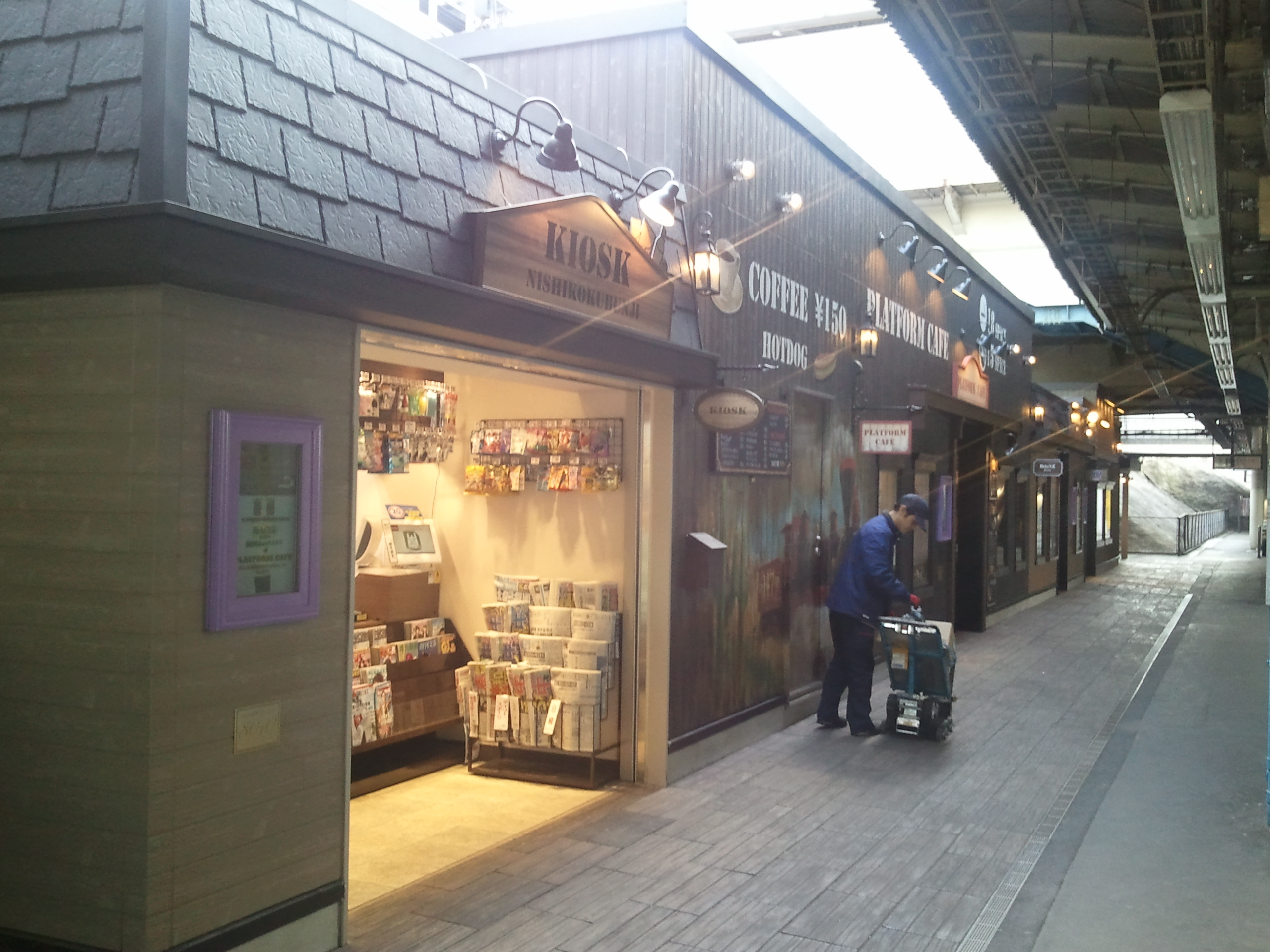
KIOSK西国分寺（2012年2月）
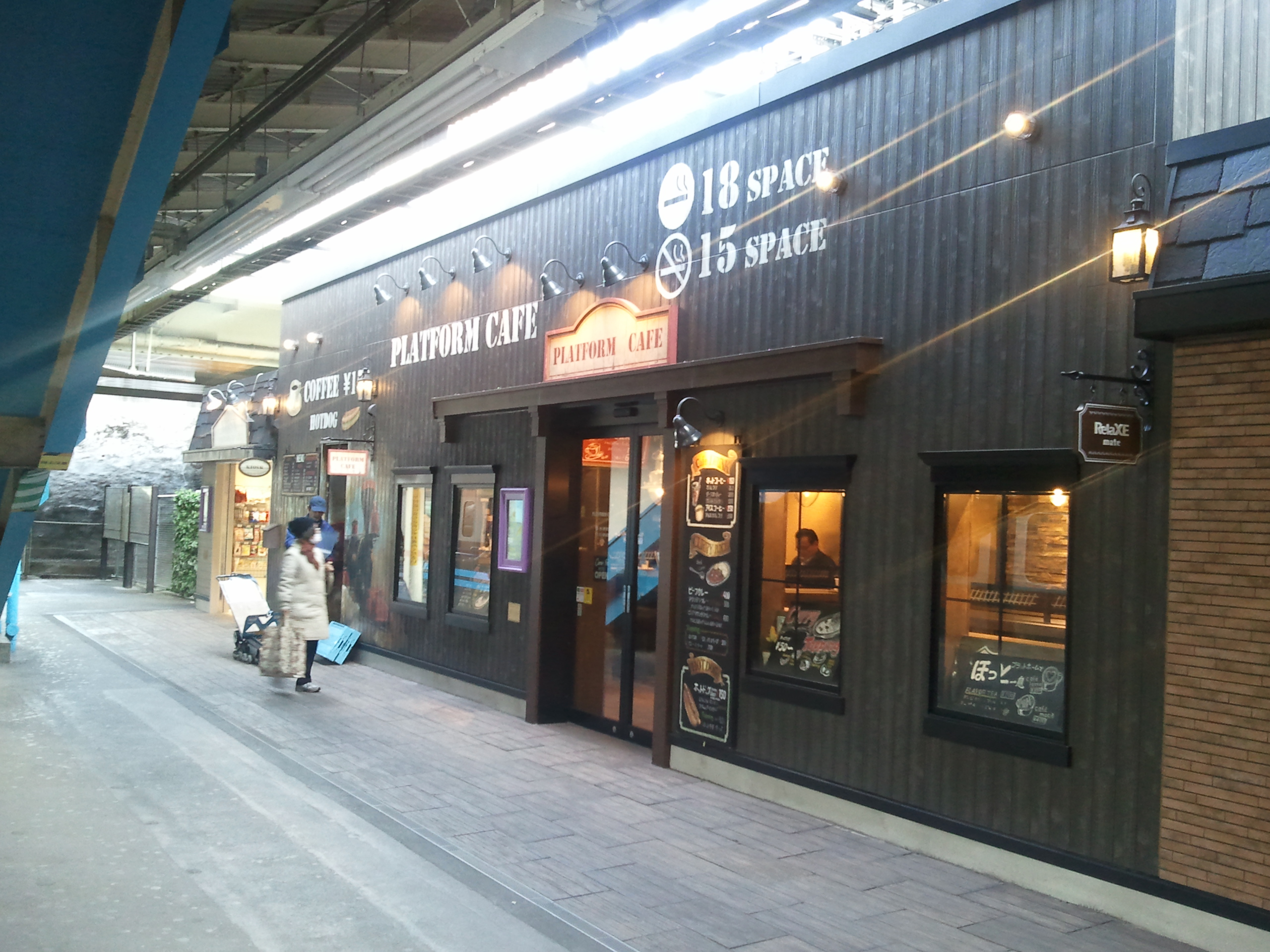
プラットホームカフェ 西国分寺店（2012年2月）
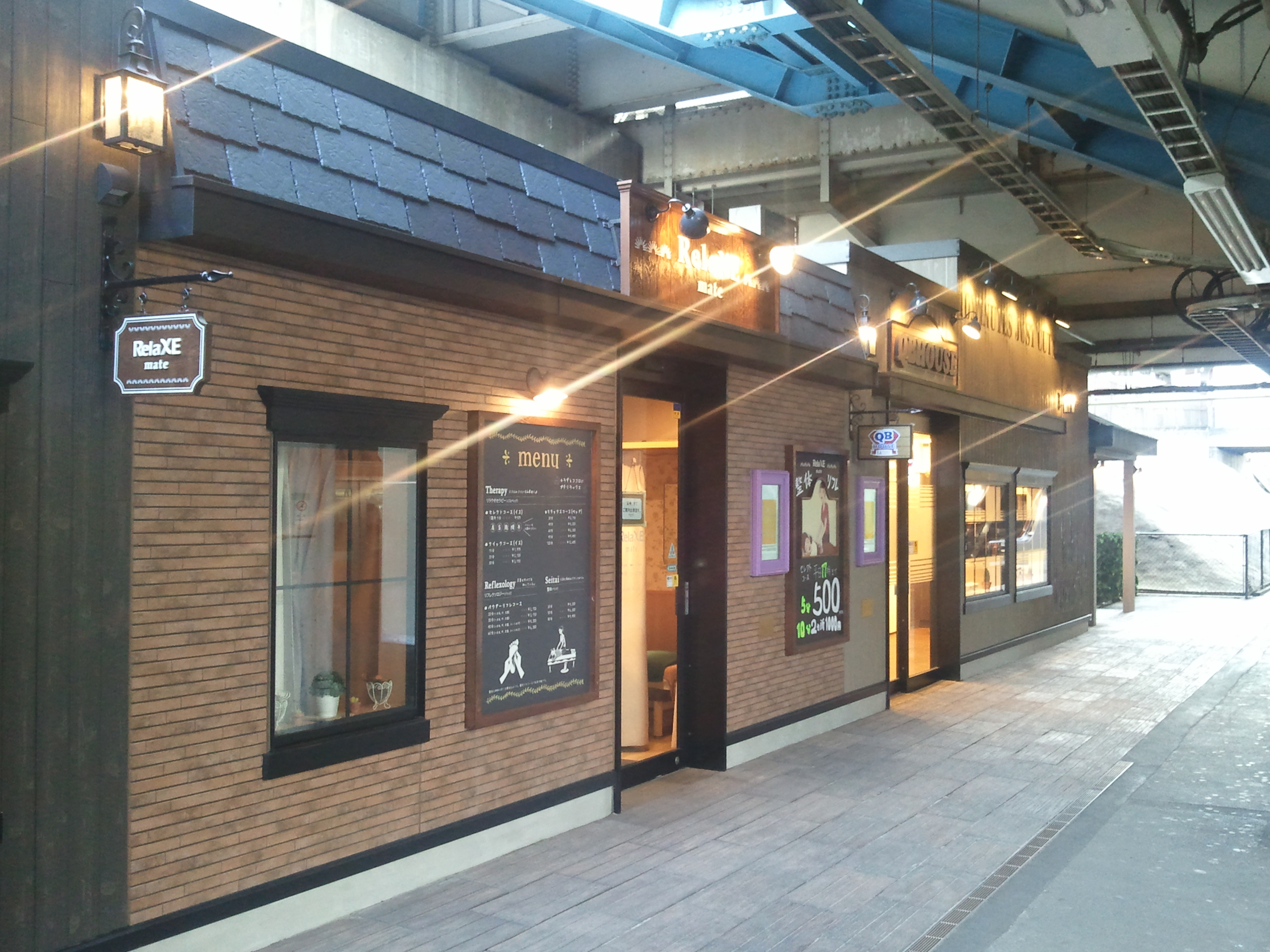
リラクゼメイト 西国分寺駅ビル店（2012年2月）
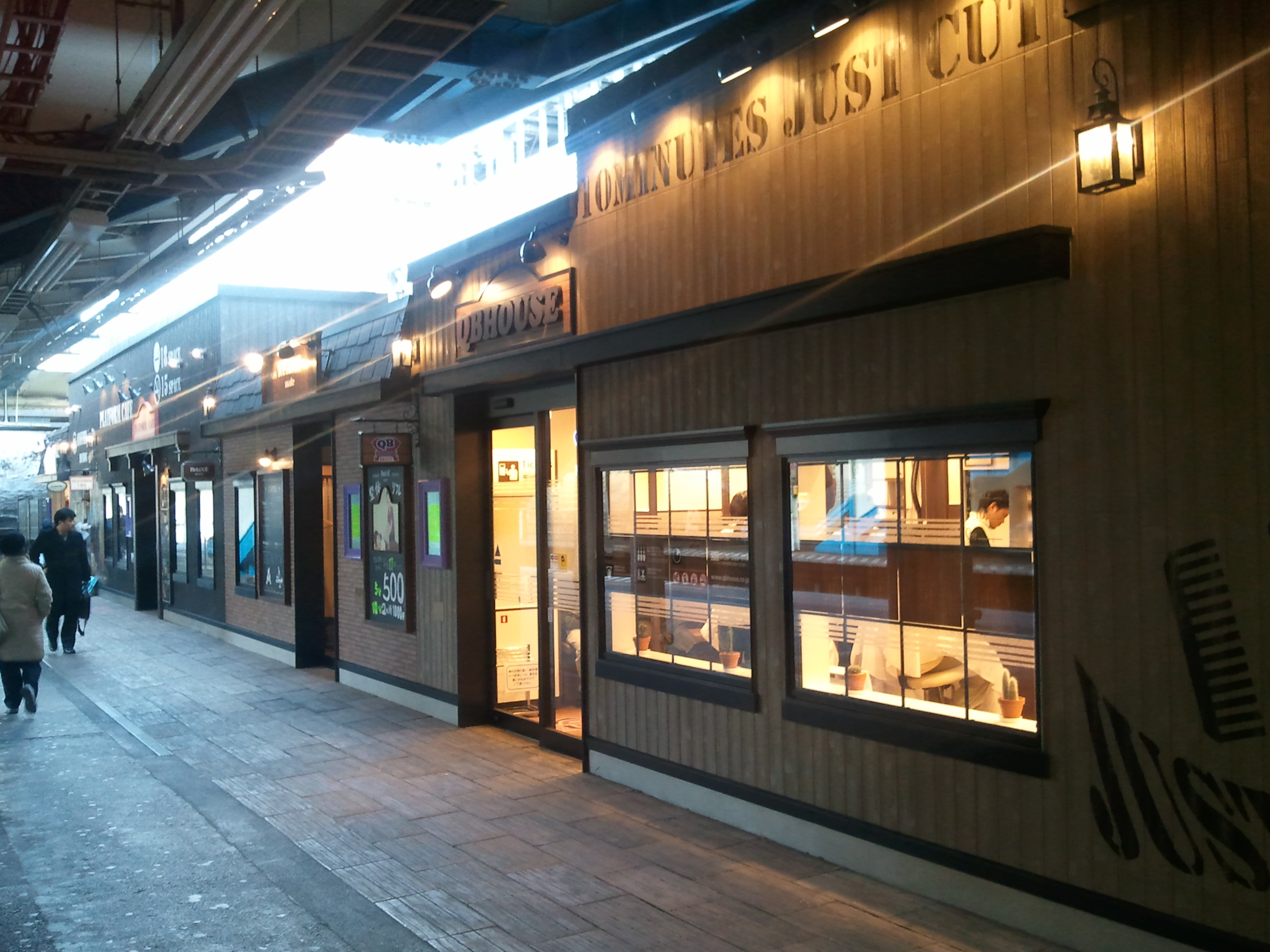
QBハウス 西国分寺駅店（2012年2月）

そして、2012年9月13日に「nonowa西国分寺」としてグランドオープンし、下記の16店舗が新たに入居した。
- 中央線ホーム
  - ミスタードーナツ
  - はなまるうどん
  - NewDays
- コンコース階
  - ビアードパパ
  - NewDays
  - 中央線SWEETS
    - 豆乳ケーキ はらロールnishikokubunji
    - 一真庵
    - ル スリール ダンジュ

  - ベーカリー ドンク&ミニワン
  - にしこくマルシェ しゅんかしゅんか
  - 青山フラワーマーケット
- 2階フロア
  - TULLY'S COFFEE
  - BOOKS ORION
  - シャンドエルブ
  - FLO
  - WAGON SHOP

2018年9月13日にはコンコース階、2階のエキナカフードゾーンを「nonowa Table」としてリニューアルした。
- コンコース階
  - ビアードパパ（シュークリーム、改札外）
  - にしこくマルシェ しゅんかしゅんか（青果直売所、改札外）
  - NewDays
  - みずほ銀行ATM
  - ミニワン（クロワッサン）
  - いろり庵 きらく（立ち食いそば・うどん店）
  - 寿司 魚がし日本一（立ち食い寿司）
- 2階フロア
  - スターバックスコーヒー
  - ウェンディーズ・ファーストキッチン（ファストフード店）

2019年2月26日にミスタードーナツが閉店、跡地に同年6月7日、「ジャック・イン・ザ・ドーナツ」がオープンした。
2022年4月4日、日本初の駅ホーム上に開設された診療所として「あおいクリニック -駅ホーム西国分寺-」が中央線上りホーム上に開院した。
なお、駅ビルが建設される以前は、コンコース改札内に小竹林（立ち食いそば・うどん店）の他非常設で各地の物産品コーナー、2番線ホームに証明写真コーナー、4番線ホームにジューサーバー→ハニーズバー、改札外コンコースにビューアルッテ、山梨中央銀行ATM、コインロッカーが設置されていたが、駅ビル新設により閉店、撤去された。

## 利用状況
2023年度（令和5年度）の1日平均乗車人員は26,891人である。既成の市街地に駅を設置したのではなく、武蔵野線と中央線の乗り換えの便を図るために駅が開設されたという沿革から、改札を通る乗車人数は中央線快速の24駅（東京 - 高尾間）の中では日野駅、高尾駅に次いで3番目に少ない。中央線と武蔵野線との乗換客は多いが、中央線は快速と各駅停車のみの停車である。なお、武蔵野線内では26駅中東浦和駅に次いで第12位であった。
1990年度（平成2年度）以降の1日平均乗車人員の推移は下表の通り。
| 年度               | 1日平均 乗車人員 | 出典     |
| ------------------ | ---------------- | -------- |
| 1990年（平成02年） | 15,816           | [ * 1 ]  |
| 1991年（平成03年） | 16,661           | [ * 2 ]  |
| 1992年（平成04年） | 17,715           | [ * 3 ]  |
| 1993年（平成05年） | 18,348           | [ * 4 ]  |
| 1994年（平成06年） | 19,025           | [ * 5 ]  |
| 1995年（平成07年） | 19,071           | [ * 6 ]  |
| 1996年（平成08年） | 19,222           | [ * 7 ]  |
| 1997年（平成09年） | 18,973           | [ * 8 ]  |
| 1998年（平成10年） | 18,745           | [ * 9 ]  |
| 1999年（平成11年） | 18,954           | [ * 10 ] |
| 2000年（平成12年） | 19,674           | [ * 11 ] |
| 2001年（平成13年） | 20,764           | [ * 12 ] |
| 2002年（平成14年） | 21,917           | [ * 13 ] |
| 2003年（平成15年） | 22,471           | [ * 14 ] |
| 2004年（平成16年） | 23,185           | [ * 15 ] |
| 2005年（平成17年） | 23,908           | [ * 16 ] |
| 2006年（平成18年） | 24,334           | [ * 17 ] |
| 2007年（平成19年） | 25,569           | [ * 18 ] |
| 2008年（平成20年） | 26,375           | [ * 19 ] |
| 2009年（平成21年） | 26,474           | [ * 20 ] |
| 2010年（平成22年） | 26,969           | [ * 21 ] |
| 2011年（平成23年） | 26,804           | [ * 22 ] |
| 2012年（平成24年） | 27,485           | [ * 23 ] |
| 2013年（平成25年） | 28,394           | [ * 24 ] |
| 2014年（平成26年） | 28,396           | [ * 25 ] |
| 2015年（平成27年） | 29,123           | [ * 26 ] |
| 2016年（平成28年） | 29,300           | [ * 27 ] |
| 2017年（平成29年） | 29,658           | [ * 28 ] |
| 2018年（平成30年） | 29,928           | [ * 29 ] |
| 2019年（令和元年） | 29,577           | [ * 30 ] |
| 2020年（令和02年） | 22,063           |          |
| 2021年（令和03年） | 23,544           |          |
| 2022年（令和04年） | 25,420           |          |
| 2023年（令和05年） | 26,891           |          |

## 武蔵野線貨物支線の運賃計算
武蔵野線貨物支線（国立支線・新小平 - 国立間）はJR東日本の所属であるが、独立した線区として扱っていない。したがって、旅客列車は当駅経由の扱いとなり、旅客運賃は当駅経由の営業キロで計算する。JR時刻表では「むさしの号」の一部に当駅通過のマークが入っているが、実際には八王子駅発着の列車が当駅北西方向の地下を通過するこの貨物支線を経由するため、当該列車を当駅で見ることはできない。一方、JR貨物では独自の線区（新小平 - 国立間5.0キロ）としており、その営業キロ数で貨物運賃は計算される。

## 駅周辺

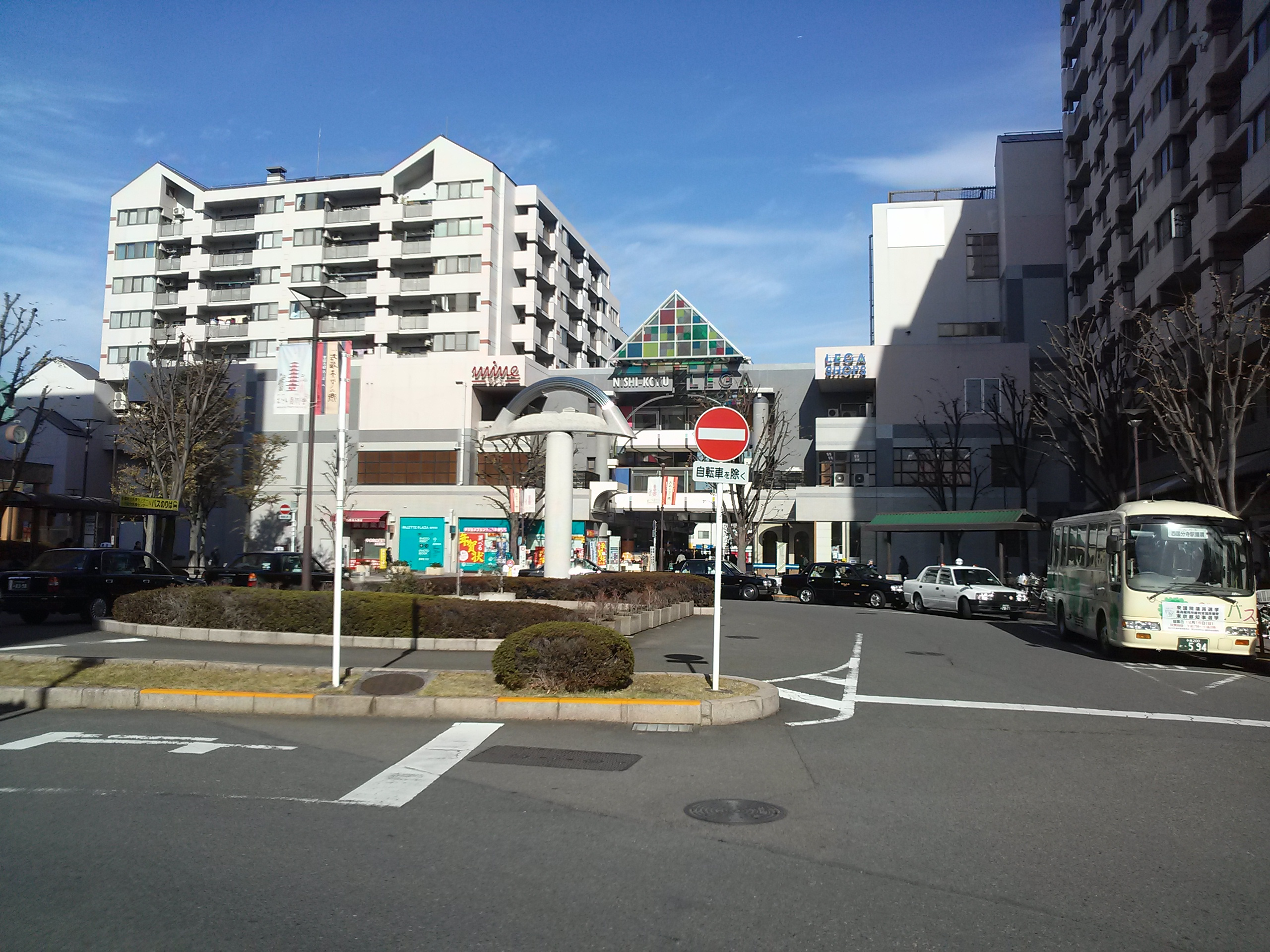
南口ロータリー（2012年11月）

橋上駅舎からほぼ平面で南北出口につながっている。両側ともにロータリーを有するが、北口側はごく小さく、タクシー乗り場や多少の商店があるのみである。南側はバス・タクシー乗り場を有する南口前ロータリーを中心として商店やマンションが並ぶ。ただし、1970年代に開設されたことから、昔ながらの商店街はなく、中央線の他の駅と比較して規模は小さい。
府中街道を挟んだ駅南東部（中央鉄道学園跡地）は大規模に再開発がなされ、高層住宅が立ち並ぶ。その他は府中街道、多喜窪通り沿いに多少の商店がある。

### 北口
- 国分寺姿見の池緑地保全地域（姿見の池） - 駅所在地の地名、恋ヶ窪の由来となった池で、鎌倉時代に畠山重忠を慕う遊女の夙妻太夫（あさづまたゆう）が身を投げた場所とされる。昭和40年代に埋め立てられたが、平成11年に池を再生し公園として整備される。
- 山梨中央銀行 国分寺支店
- 東京都道17号所沢府中線（府中街道）

### 南口
- 西国分寺レガ - 東館、西館、南館の3館からなる駅前商業施設
  - 東武ストア にしこくマイン（西館B1F - 3F） - 当駅の通称から成立した店舗名である。
  - きらぼし銀行 西国分寺支店（南館1F）
- 武蔵国分寺
- 史跡 武蔵国分寺跡・国分尼寺跡
- 名水百選 お鷹の道・真姿の池湧水群
- 多摩信用金庫西国分寺支店
- 国分寺泉郵便局
- 東京都立武蔵国分寺公園
- 東京都立多摩図書館
- 東京都公文書館
- 国分寺市役所
- 国分寺消防署
- いずみホール（市営文化施設）
- 多摩メディカル・キャンパス
  - 東京都立多摩総合医療センター
  - 東京都立小児総合医療センター
  - 東京都立神経病院
  - 東京都がん検診センター
  - 東京都立府中療育センター
  - 東京都立府中看護専門学校
- 東京都立武蔵台学園（バス便多数・武蔵台2丁目下車）
- 根岸病院（同上）
- 総務省情報通信政策研究所・統計研究研修所
- トヨタ府中スポーツセンター
- 日本芸術高等学園
- 東京都道17号所沢府中線（府中街道）
- 東京都道17号所沢府中線バイパス（府中街道バイパス）
- 東京都道145号立川国分寺線（多喜窪通り）

## バス路線
西国分寺駅（南口ロータリー）
- 西国01：総合医療センター行（京王バス）
- 西府01：西府駅行（京王バス）
- 永81：永山駅行（京王バス）
- 西国45：府中駅行（京王バス）
- ぶんバス日吉町ルート：西国分寺駅行（京王バス）

西国分寺駅北（路上）
- ぶんバス日吉町ルート：西国分寺駅行（京王バス）
- ぶんバス北町ルート：国分寺市役所行／北町パンダ公園環状行（武州交通興業）

西国分寺駅（東側交通広場）
- WILLER EXPRESS：名古屋（則武一丁目）／WILLERバスターミナル大阪梅田行（ニュープリンス高速バス）

西国分寺駅東（東側交通広場）
- ぶんバス万葉・けやきルート：東恋ヶ窪三丁目行／史跡武蔵国分寺跡行（京王バス）
- ぶんバス日吉町ルート：西国分寺駅行（京王バス）
- ぶんバス北町ルート：国分寺市役所行（武州交通興業）
- 羽田空港リムジンバス：東京国際空港（羽田空港）行（京王バス）
- 成田空港リムジンバス：成田国際空港（成田空港）行（京王バス）

## その他
- 武蔵野線は1990年3月10日から京葉線直通で東京駅への乗り入れを開始したため、当駅から中央線・武蔵野線双方に別ルートの東京行が存在する（どちらもオレンジ色の電車）。ただし、当駅 - 東京駅間の所要時間では中央線快速で約35 - 50分、武蔵野線は約100分と大きな開きがあるため、駅構内には中央線の利用を呼びかける注意が掲示されている。
- 当駅の自動券売機では地下鉄・私鉄線の連絡乗車券を発売しているが、購入可能範囲は乗り換え接続駅から初乗り区間のみに限定されている。
- 中央線連続立体交差化事業による国立駅高架化工事で立川駅 - 当駅間が運休された時は、当駅 - 国分寺駅間で単線での折り返し運転が実施された。なお、国分寺駅から国立駅の東側より当駅寄り辺りまでの区間は築堤・掘割となっており、交差する道路とはすべて立体交差となっているため工事区間に入っておらず、当駅でも立体交差事業に伴った駅の改修工事などが行われる予定はない。
- 京王バスで当駅から唯一新しい路線である、永81系統の永山駅行の運行が2023年4月より始まった。

## 隣の駅
東日本旅客鉄道（JR東日本）
 中央線
■特別快速「ホリデー快速おくたま」・■通勤特快・■中央特快・■青梅特快・■通勤快速
通過
■快速（三鷹・武蔵小金井発着の「各駅停車」を含む）
国分寺駅 (JC 16) - 西国分寺駅 (JC 17) - 国立駅 (JC 18)
 武蔵野線
■各駅停車・■むさしの号
新小平駅 (JM 32) - 西国分寺駅 (JM 33) - 北府中駅 (JM 34)
- 特急「鎌倉」停車駅

## 当駅が登場する作品
- School Days HQ：主人公の伊藤誠と桂言葉が通学に使用する駅として登場する。また「轢殺」のエンディングにおいては、通過しようとしていた急行電車に西園寺が桂を突き飛ばすという演出がある。なお、それに配慮してなのか登場する電車の帯色は橙ではなく水色となっている。
- RAIL WALS！：アニメ第1話において、主人公の高山直人が研修の際かつて当駅近くにあった国鉄中央学園に行くことになり、最寄り駅として当駅が登場する。高山の最初の登校の際に、後に行動を共にする桜井あおいと小海はるかに駅構内で出会う。
- ローゼンメイデン：アニメにおいて、駅ロータリーと駅周辺の街並みが登場する。

### 記事本文